# Juwenilia (Julian Tuwim)

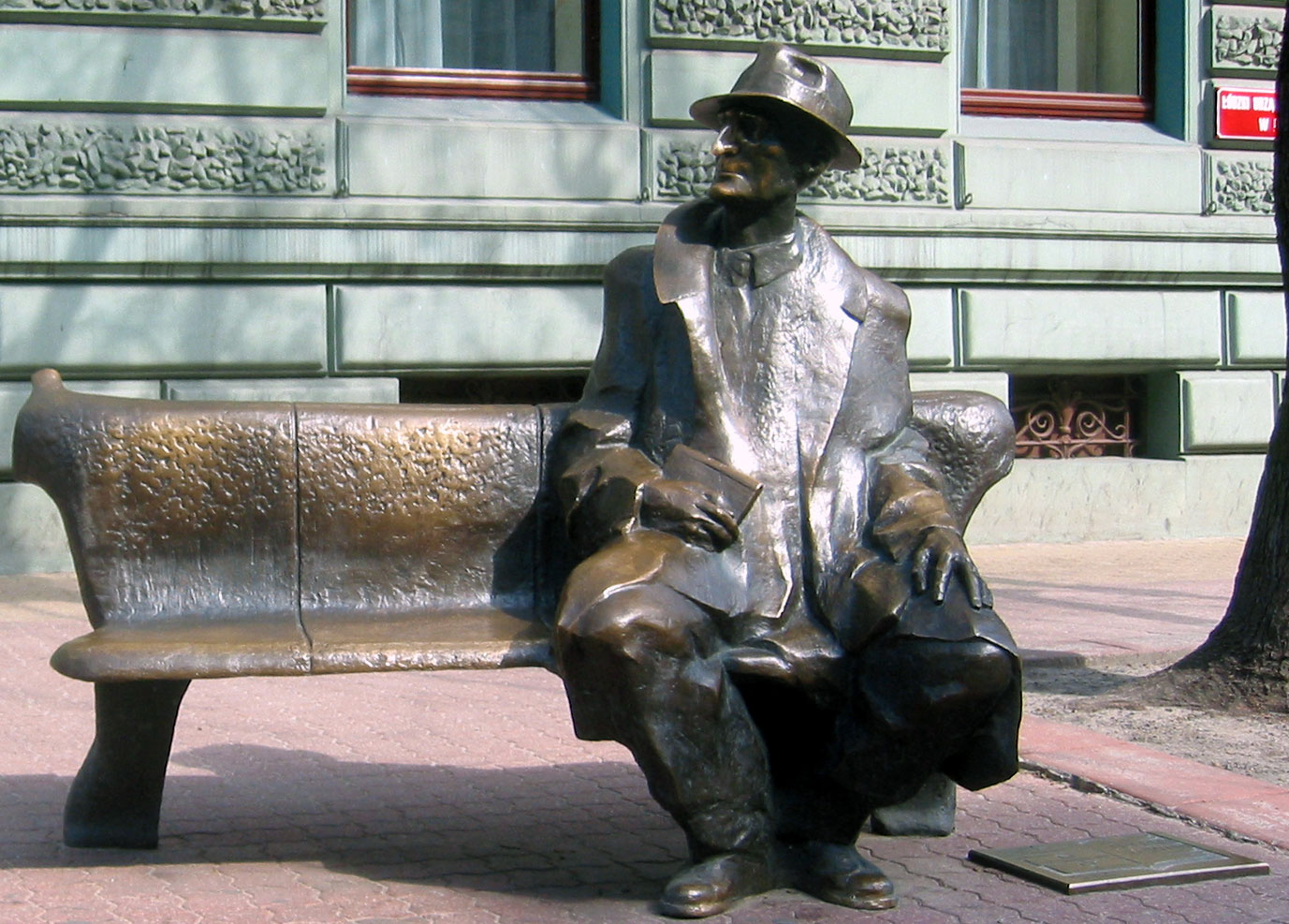
Julian Tuwim na ławeczce w Łodzi

„Juwenilia” – zbiór poezji Juliana Tuwima zawierający jego wczesne próby poetyckie z lat 1911–1918, tj. do wydania tomu Czyhanie na Boga. Składa się z jedenastu zeszytów. Sam Tuwim nigdy nie uznał ich za warte wydania.

## Zakres czasowy zeszytów
- Zeszyt I (1911)
- Zeszyt II (XII 1911 – VII 1912)
- Zeszyt III (VIII 1912 – I 1913)
- Zeszyt IV (II 1913 – VI 1913)
- Zeszyt V (VII 1913 – XI 1913)
- Zeszyt VI (XII 1913 – I 1914)
- Zeszyt VII (II 1914 – VIII 1914)
- Zeszyt VIII (X 1914 – XI 1914)
- Zeszyt IX (II 1915 – IX 1915)
- Zeszyt X (VIII 1915 – X 1916)
- Zeszyt XI (II 1917 – IX 1918)